# 육운
육운(陸雲, 262년 ~ 303년)은 중국 삼국 시대 오나라 ~ 서진 시대의 인물로 육손의 손자이며, 육항의 다섯째 아들이다. 자는 사룡(士龍)이다. 280년에 오나라가 사마염이 세운 서진에게 패하자 항복하였다. 303년에 형 육기가 팔왕의 난에 연루되어 사형에 쳐하게 되자 육운도 연좌되어 죽임을 당했다.